# Papillon (Alfvén)
Papillon is een compositie van Hugo Alfvén. Alfvén gebruikte voor dit lied voor mannenkoor (of gemengd koor) het gelijknamige gedicht van Gustaf Alexanderson. Het gedicht handelt over het lichte leven van de vlinders. Niet alleen voor wat betreft het fladderen maar ook het feit dat vlinders voldoende licht nodig hebben om te kunnen vliegen. Daarom zie je ze (althans volgens het gedicht) alleen in de lente, zomer en het begin van de herfst. Het lied is waarschijnlijk geschreven voor het Orphei Drägar-koor, waarvan Alfvén toen leider was.

## Discografie
- Uitgave BIS Records: Orphei Drängar o.l.v. Robert Sund
- Uitgave Musica Sveciae: Universiteitskoor Uppsala
- Een aantal opnamen specifiek voor de Zweedse markt